# Janne Wirman
Janne "Warman" Wirman (Espoo, 26 april 1979) is een Fins toetsenist. Hij speelt op dit moment in Warmen. Tot 15 december 2019 speelde hij ook in Children of Bodom.
- International Standard Name Identifier: 0000 0001 3068 5133
- MusicBrainz: 45e73a86-743d-4c4a-a1ef-225ec18d3f4f
- Nationale Bibliotheek van Tsjechië: xx0195205
- Virtual International Authority File: 47145970127932251201